# Ska
Ska je oblik jamajkanske glazbe koji spaja elemente menta, calypsa, američkog jazza i rhythm & bluesa. 
Nastao je na Jamajci, 1950-ih, i bio je prethodnik rocksteady i reggae glazbi. Ska je bio glazba rude boysa, ali je također bio popularan kod modsa i skinheada. Umjetnici poput Symaripa, Laurela Aitkina, Desmond Dekkera i The Pioneersa su ciljali na te skupine još u 1960im. 
Povjesničari glazbe dijele ska u 3 vala. Ska je također postao popularan u Engleskoj u kasnim 1970im i ranim 1980im kao i u Americi 1990-ih.
Fuzijski žanrovi su 2 Tone, ska jazz, ska pop, ska punk (treći val ska), spouge i Christian ska. Istaknute scene ska glazbe su japanska (J-ska), australska, iz SAD i Ujedinjenog Kraljevstva. Srodne teme su rude boy, mod, skinheads, suedeheads i trojanski skinheadsi (tradicionalni skinheadsi).

## Vanjske poveznice
- Početci ska, reggae i dub glazbe  Arhivirana inačica izvorne stranice od 16. siječnja 2010. (Wayback Machine)
- Organic Music  Arhivirana inačica izvorne stranice od 9. studenoga 2006. (Wayback Machine) Povijest ska rocksteady glazbe
- Skahoo Ska tražilica
- Ska FAQ odgovori o ska-u
- 4th Wave  Arhivirana inačica izvorne stranice od 10. listopada 2006. (Wayback Machine) Toronto Ska zine
- Turn Up the Ska!  Arhivirana inačica izvorne stranice od 1. prosinca 2020. (Wayback Machine) Streaming Ska radio
- Ska Jerk  Arhivirana inačica izvorne stranice od 18. svibnja 2008. (Wayback Machine) Povijest ska-a i rocksteadyja, stihovi i ostalo
- Skazine Hrvatski ska-punk e-zine
- Skaville Festival  Arhivirana inačica izvorne stranice od 2. studenoga 2013. (Wayback Machine) Hrvatski Ska Festival